# Kiladze
Kiladze és un cràter sobre la superfície del planeta nan Plutó, situat amb el sistema de coordenades planetocèntriques a 29.44 ° de latitud nord i 214.03 ° de longitud est. Fa un diàmetre de 44.42 km. El nom va ser fet oficial per la UAI el 30 de maig del 2019 i fa referència a Rolan Kiladze (1931-2010), astrònom georgià que va investigar la dinàmica, l'astrometria i la fotometria de Plutó.